# 匡山 (浦城县)
27°51′08″N 118°37′46″E / 27.85222°N 118.62944°E
匡山位于中国福建省南平市浦城县富岭镇，总面积4173公顷。又名匡山斗，因山表似匡庐而得名。最高海拔1401米，海拔在1000米以上的山峰有101座。大部分岩层为侏罗纪时期火山岩，小部分为花岗岩。
匡山属中亚热带季风性湿润气候，有常绿针叶林、常绿针阔混交林、落叶阔叶林、常绿阔叶林、山地苔藓矮曲林、竹林、灌丛和草丛、沼泽与湿地等8个植被类型。有维管束植物175科615属1234种、蕨类植物32科60属128种。
山脚下有匡湖。
2009年12月国家林业局批准设立匡山国家森林公园，2010年1月4日举行揭牌仪式。